# (8009) Béguin
(8009) Béguin est un astéroïde de la ceinture principale d'astéroïdes.

## Description
(8009) Béguin est un astéroïde de la ceinture principale d'astéroïdes. Il fut découvert par Christian Pollas le 25 janvier 1989 à Caussols. Il présente une orbite caractérisée par un demi-grand axe de 2,77 UA, une excentricité de 0,161 et une inclinaison de 36,48° par rapport à l'écliptique.
Il fut nommé en hommage à la belle-famille du découvreur, nommée Béguin, mot qui signifie également affection subite pour quelqu'un et qui est à l'origine de la danse antillaise nommée biguine.

## Compléments